# Темиров, Имамшамиль Камалутдинович
Имамшамиль Камалутдинович Темиров (25 октября 1997) — российский спортсмен, специализируется по ушу. Чемпион России по ушу. Тренер по ушу в федерации ушу Ростовской области.

## Спортивная карьера
В апреле 2018 года в Москве завоевал титул чемпиона России. В марте 2021 года в Москве стал чемпионом России по ушу. В конце февраля 2022 года стал победителем  седьмого международного турнира «Московские звезды ушу 2022». В начале апреля 2022 года в Москве стал чемпионом России.

## Спортивные достижения
- Чемпионат России по ушу 2018 — ;
- Чемпионат России по ушу 2021 — ;
- Чемпионат России по ушу 2022 — ;